# Ulrum
Ulrum (en groningois : Ollerom) est un village de la commune néerlandaise de Het Hogeland, situé dans la province de Groningue.

## Géographie
Le village est situé au nord-ouest de la province de Groningue, près du littoral de la mer des Wadden, à 20 km de Groningue.

## Histoire
L'origine du village remonte au XIe siècle et porte à l'époque le nom de Uluringhem.
Le 1er janvier 1990, les communes d'Eenrum, Kloosterburen et Leens sont rattachées à celle d'Ulrum. Le 1er janvier 1992, la commune prend le nom de De Marne, du nom d'une sous-région de la région historique d'Hunsingo. Celle-ci est à son tour supprimée et fusionne le 1er janvier 2019 avec Bedum, Eemsmond et Winsum pour former la nouvelle commune de Het Hogeland.

## Démographie
Le 1er janvier 2019, le village comptait 1 300 habitants.